# Formica buphthalma
Formica buphthalma är en myrart som beskrevs av Gottfried Novak 1878. Formica buphthalma ingår i släktet Formica och familjen myror. Inga underarter finns listade i Catalogue of Life.